# 生田和平
生田 和平（いくた わへい、1877年（明治10年）4月26日 - 1955年（昭和30年）9月10日）は、日本の政治家。実業家。衆議院議員（8期）。徳島県石井町出身。幼名は彦右衛門。

## 経歴
先代の生田和平の長男として名西郡石井村石井で生まれる。1903年（明治36年）より和平の名を襲名した。実家は藍商で、後に製糸業に転じ、阿波共同製糸会社、徳島水力電気等で重役、社長となった。
徳島県石井町議員から同町長、名西郡議員を経て1915年（大正4年）、徳島県会議員に当選。徳島県町村会長、全国町村会長、麻名用水組合議員、徳島県蚕糸同業組合長、大日本蚕糸会評議員などを歴任。
1917年（大正6年）には政友会に所属し衆議院議員総選挙に立候補、当選を果たす。以来、戦後は自由党に所属し衆議院議員総選挙で8回の当選を果たした。また徳島瓦斯（現在の四国ガス）、阿南鉄道取締役社長、四国生糸取締役なども務めた。
1955年（昭和30年）9月10日、死去した。78歳没。同月14日、特旨を以て位記を追賜され、死没日付をもって勲四等から正四位勲三等に叙され、瑞宝章追贈された。

## 親族
- 子息 生田宏一（衆議院議員）[2]